# Gunaika Pérvaia
Gunaika Pérvaia - Гунайка Первая (rus) és un poble del krai de Krasnodar, a Rússia. Es troba als vessants del Caucas occidental, a la vora del riu Gunaika, a 33 km al nord-est de Tuapsé i a 86 km al sud de Krasnodar.
Pertany al possiólok d'Oktiabrski.